# Дом Советов (Брянск)
Дом Советов — административное здание в Брянске, в котором размещается Правительство Брянской области. Расположено по адресу: проспект Ленина, 33. Здание играет важную роль в формировании главной площади города.

## История
Построен в 1925-1926 гг. по премированному на Всероссийском конкурсе проекту архитектора А. З. Гринберга для размещения губернских организаций - партийной, советской и профсоюзной. Это было одно из первых в России зданий такого рода.
Во время Великой Отечественной войны был частично разрушен. После войны, в 1947-1948 годы, Дом Советов был восстановлен и реконструирован. Большой зал для съездов и конференций, связанный первоначально с основным корпусом переходом, превращен в самостоятельное здание — Областной драматический театр. В 1950-1951 годах по проекту инженера К.И. Могута декор фасадов, выходящих на площадь и проспект, обогащен в духе сталинской архитектуры, внутренняя планировка частично изменена, четырехстолпные портики основных входов снесены.
В 1971-1973 годах к правому крылу был пристроен новый административный корпус.